# Undabracon jucundus
Undabracon jucundus är en stekelart som först beskrevs av Günther Enderlein 1920.  Undabracon jucundus ingår i släktet Undabracon och familjen bracksteklar. Inga underarter finns listade i Catalogue of Life.